# Chris Chenery (Bohrplattform)
Die Chris Chenery, eine Bohrplattform als Halbtaucher mit 23.760 BRZ vermessen, entstand bei der Blohm + Voss AG in Hamburg 1974 für die Offshore Company International S.A. – Houston/USA als eine der wenigen in Deutschland gebauten Bohrplattformen.

## Beschreibung
Die Chris Chenery war eine Bohrplattform mit der IMO-Nummer 8750730 vom Typ SCP-Mark II, die u. a. in der Nordsee zum Einsatz kam. Der Entwurf stammte von der Offshore Company und war speziell für raue Seegebiete konzipiert. Die Bauart des Halbtauchers wurde gewählt, um die Vorteile des Halbtauchers mit einer geringen Empfindlichkeit gegen Seegang gegenüber dem Bohrschiff zu nutzen. Der Nachteil ist eine geringere Tragfähigkeit des Halbtauchers als die eines vergleichbaren Bohrschiffes. Daher ist der Halbtaucher auf eine gute Versorgungslogistik angewiesen.

## Bau derChris Chenery
Die konstruktiven Details der Plattform und Abfolge und Zusammenbau der einzelnen Komponenten entstanden in den Konstruktionsbüros von Blohm + Voss. Da die Helgen der Werft zu klein waren, um die Bohrplattform in einem Stück zu bauen, wurde die Baulösung im Einzelkomponenten gewählt. Die Schwimmkörper und die sechs Stützsäulen wurden einzeln gebaut und schwimmend zusammengesetzt. Die Plattform entstand auf dem vergrößerten Helgen der Werft in Hamburg. Zum Aufsetzen der Plattform auf die Stützen diente das Jack-up-Verfahren mit den Hubbeinen einer französischen Firma. Je zwei der gelieferten Hubbeine wurden in Tandembauweise übereinander verschweißt und insgesamt acht dieser im Hafenboden gegründeten rund 70 m langen Hubbeine dienten zum Aufbau der rund 5.000 t schweren Plattform auf die Unterkonstruktion. Zur Gewichtsreduzierung wurden die schweren Maschinen und Bauteile der Plattform erst nach dem Anheben auf die Plattform gehoben und eingebaut. Das Jacken selbst ging langsam voran, da pro Hub ca. 0,3 m gehoben werden konnte und in einer Stunde nur 4 Hübe möglich waren.
Für den Zusammenbau mussten die Schwimmkörper, die insbesondere wegen der aufgesetzten Stützsäulen instabil waren, zusätzlich stabilisiert werden. Dieses geschah mit jeweils seitlich angeordneten, über Gelenkstangen verbundenen Schwimmdocks, die im ersten Foto rechts und links teilweise erkennbar sind. Damit konnten die Schwimmkörper unter die angehobene Plattform geschwommen werden, um anschließend verschweißt zu werden. Abschließend wurden die im zweiten Foto noch fehlenden Streben zwischen den Schwimmkörpern eingebaut.

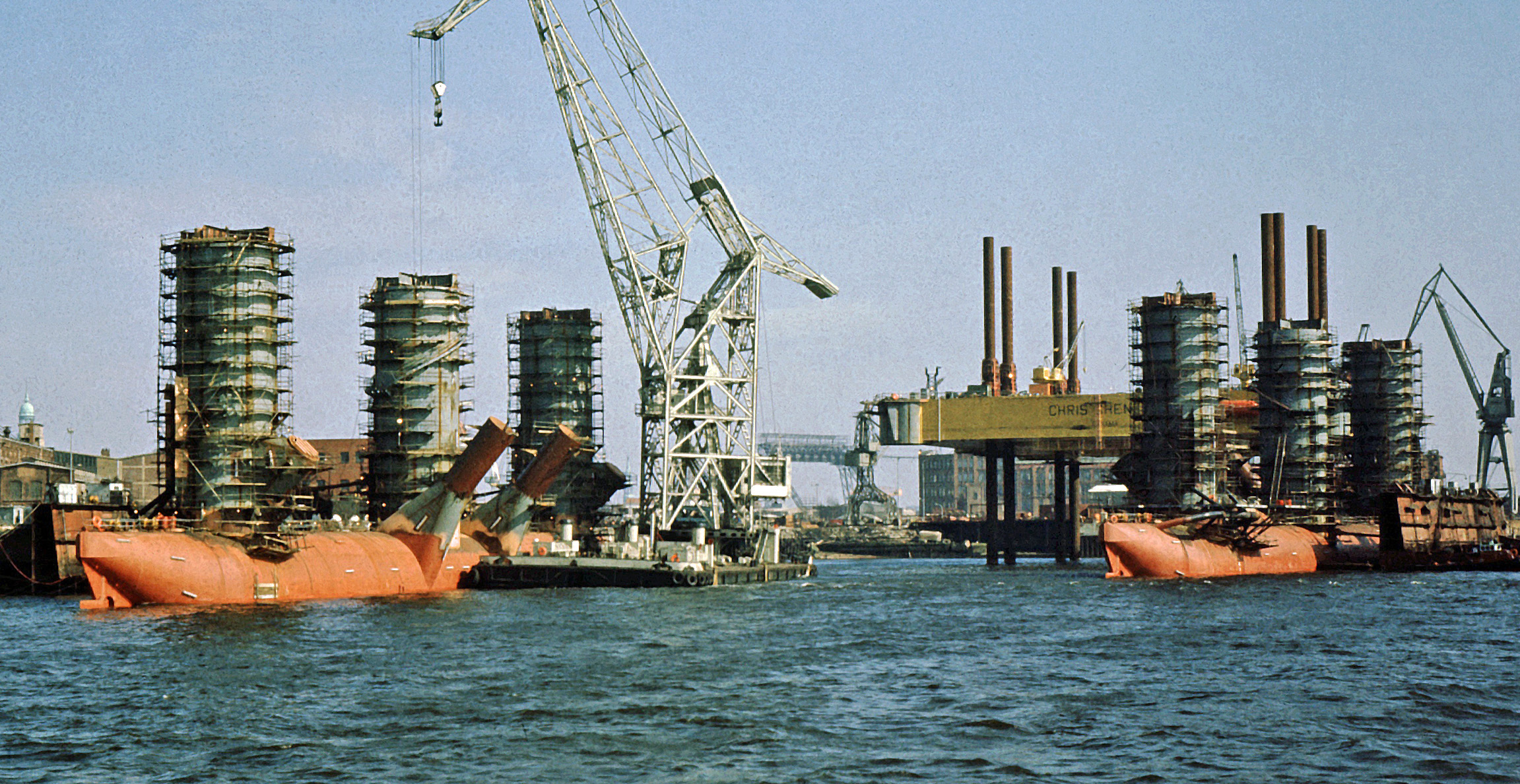
Komponenten der Chris Chenery 1974 bei Blohm + Voss in Hamburg

### Die Schwimmkörper
Die Schwimmkörperlänge betrug 115,4 m, die Breite 74 m, die Durchmesser der Säulen 10,5 m, die Höhe von der Basis bis zum Hauptdeck betrug 42,70 und die Tragfähigkeit 10.400 tdw. Die Plattform der Chris Chenery war 82,30 m lang und 68 m breit und die Höhe betrug 6,10 m. Der Tiefgang in Fahrt lag bei 8,50 m und beim Bohren 21,0 m. Die Chris Chenery erreichte mit einer Gesamtantriebsleistung von ca. 8000 PS eine Geschwindigkeit von rund 8 kn und wurde dabei von der Brücke gefahren. Die Antriebe befanden sich in den unteren röhrenförmigen Schwimmkörpern und als Antriebsmotoren der in einer Kortdüse drehenden Propeller dienten Gleichstrommotoren.

### Die Plattform

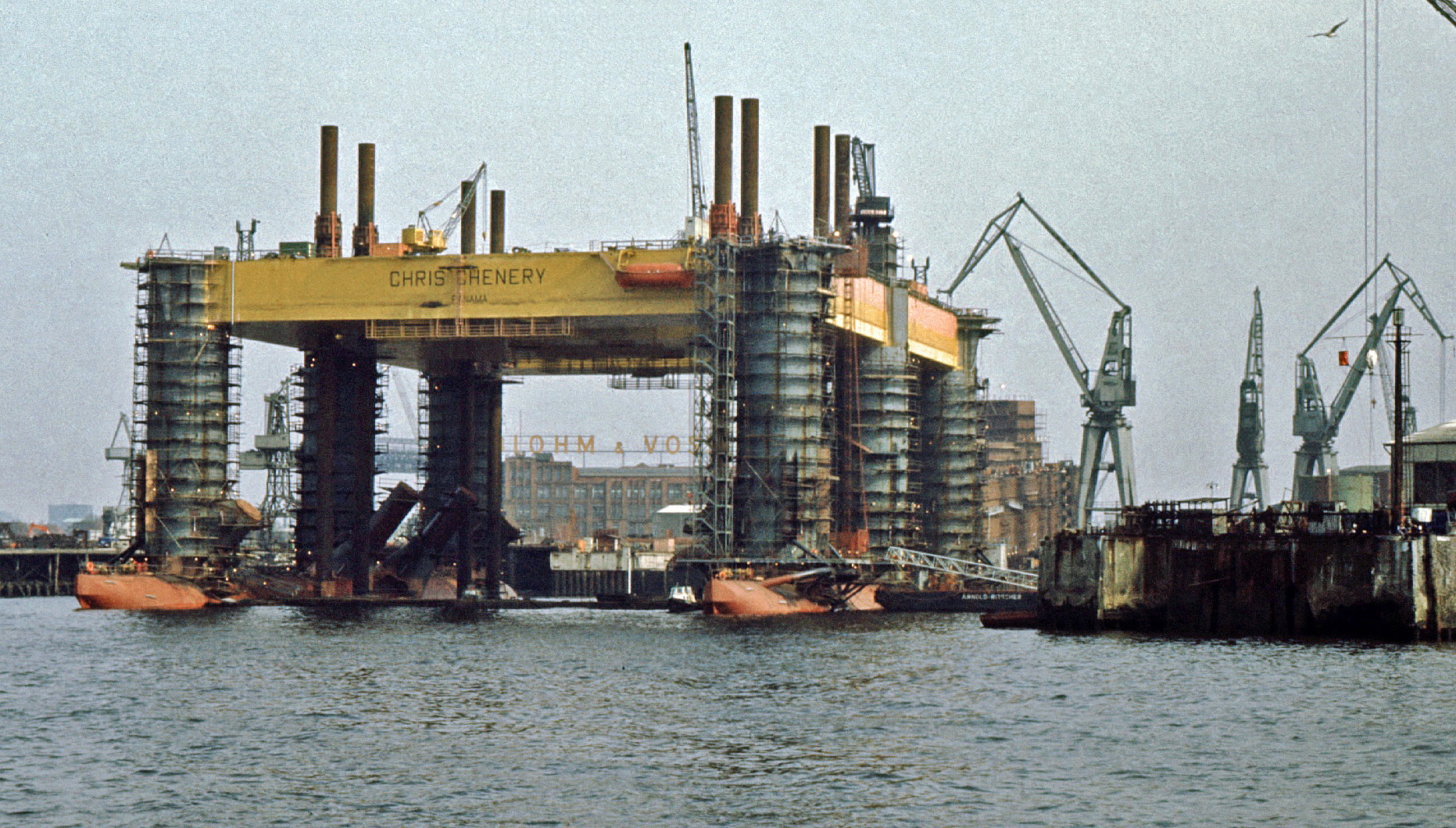
Chris Chenery mit der aufgesetzten Plattform noch ohne Streben und Bohrturm

Die Stromerzeugung für die Antriebe, die Bohranlage und den Hilfsbetrieb erfolgte durch eine dieselelektrische Anlage. Die Dieselgeneratoren und die anderen technischen Anlagen wurden in einem Kontrollraum in der 6 m hohen Plattform überwacht. Die Dieselgeneratoren und anderen Maschinenanlagen befanden sich im Plattformbereich, der in drei Hauptabschnitte unterteilt war: nautischer Bereich und Wohnen, Technischer Bereich mit Maschinenanlagen und Anlagen zum Bohren und der Bereich mit den Tank-, Vorrats- und Reserveräumen. Die Bohrwassertanks hatten ein Volumen von 1250 t und der Brennstoffvorrat betrug 1100 t.

## Bohrtechnik

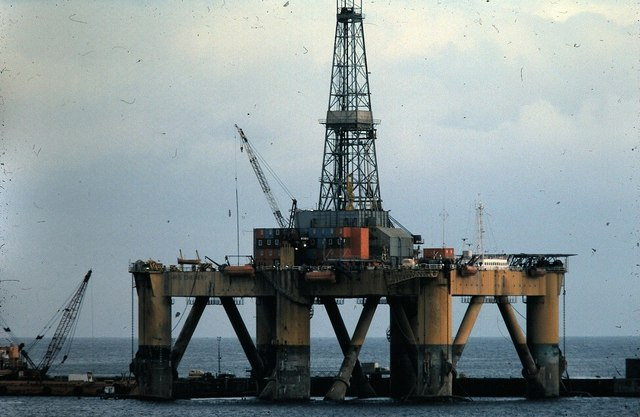
Chris Chenery 1978 zur Wartung im Hafen von Peterhead

Die Anlagen zum Bohren waren ausgestattet für eine Bohrtiefe von 7600 m bei einer maximalen Wassertiefe von 300 m. Der Bohrturm überragte das Hauptdeck um rund 60 m. In ihm befand sich das Bohrgestänge, der Drehtisch und die 1500-PS-Winde sowie die Spül- und Zementsysteme zur Schmierung, Kühlung und Spülung. Zwei Hochdruck-Kolbenpumpen mit je 1500 PS dienten dazu, die Spülflüssigkeit durch das Bohrgestänge bis zum Bohrmeißel zu pumpen und durch den Ringraum zwischen Bohrgestänge und Bohrlochwand die Spülflüssigkeit und das Bohrklein wieder nach oben zu fördern. Die Anlage mit den Zement-Kolbenpumpen hatten einen Nenndruck von 850 bar und sorgten für die Zementierung der Fütterrohre im Bohrloch. Sie konnte im Notfall auch zum Schließen des Bohrlochs verwendet werden.

## Verbleib
1997 wurde die Chris Chenery in Marine 500 umbenannt und nach der Übernahme von Marine Drilling Companies durch Pride International wurde sie 2002 in Pride South Pacific umbenannt. Nach der Übernahme von Pride durch Ensco im Jahr 2011 wurde die Plattform 2013 in ENSCO 5001 umgetauft.